# Mettekoe

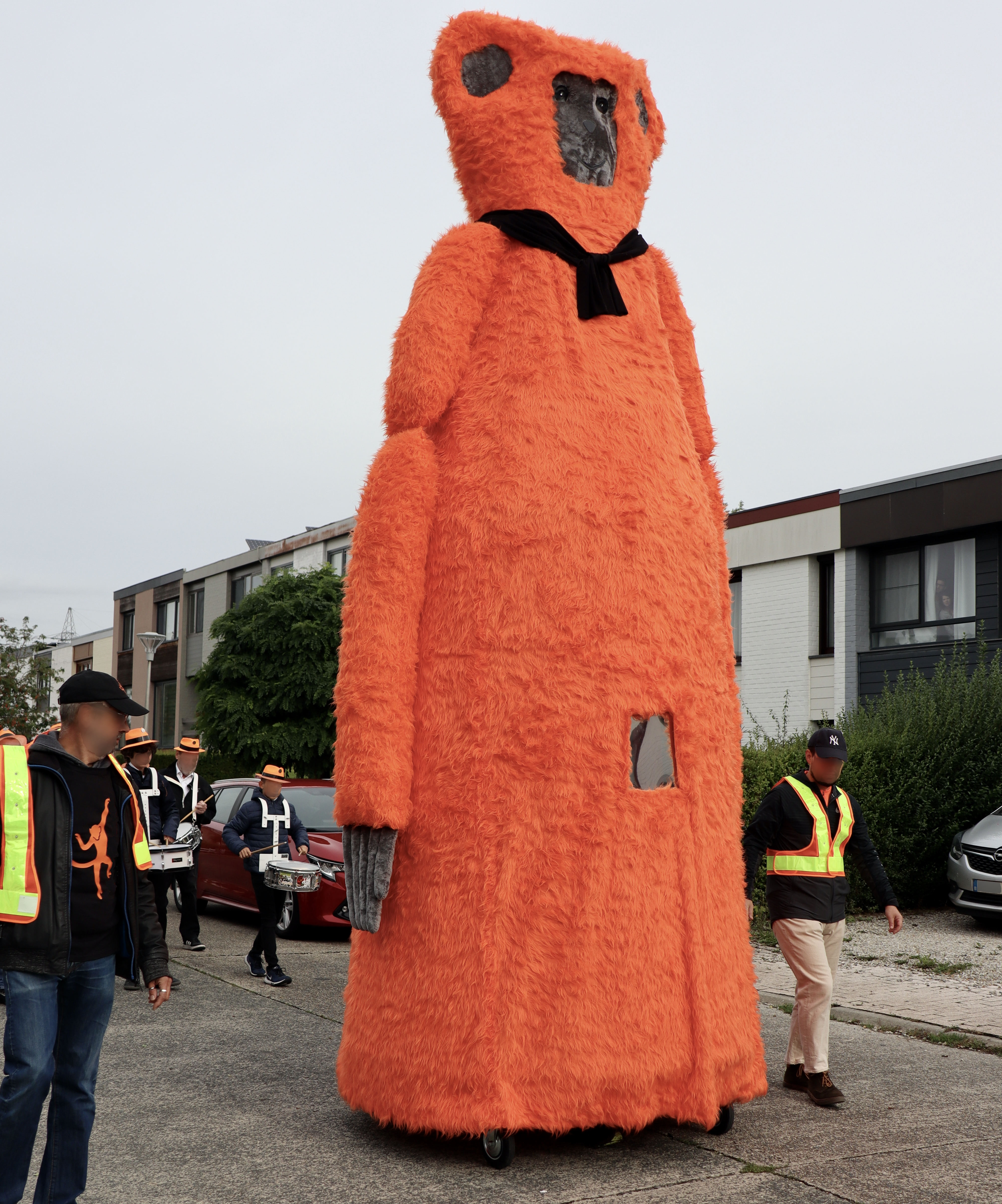
Eerste uitstap van Mettekoe in 2022

Mettekoe is een folkloristische reus, geboren in de Belgische plaats Lettelingen, op 23 augustus 2022 en gedoopt op 18 september van hetzelfde jaar. Mettekoe betekent aap in het Enghiennois. De aap van 4,90 meter, gebouwd op een houten structuur, stelt een orang-oetan voor, een grote aap met oranje vacht. Zijn kostuum is met de hand gemaakt met meer dan 30 vierkante meter stof en 800 meter naaigaren. 
Mettekoe is de mascotte van de liefdadigheidsorganisatie Les Amis de Mettekoe, wiens doel is om geld in te zamelen om orang-oetans in Borneo te helpen, waar ontbossing en stroperij plaatsvindt. Samen met de reus organiseren deze vrijwilligers evenementen, zoals uitstapjes met reuzen, concerten en andere liefdadigheidsactiviteiten.
In het voorjaar van 2023 werd Mettekoe opgemerkt door het collectief Petticoat Government tijdens een van zijn uitstapjes en uitgenodigd om België te vertegenwoordigen, samen met enkele andere reuzen, op de Internationale Tentoonstelling voor Hedendaagse Kunst van de Biënnale van Venetië in 2024.

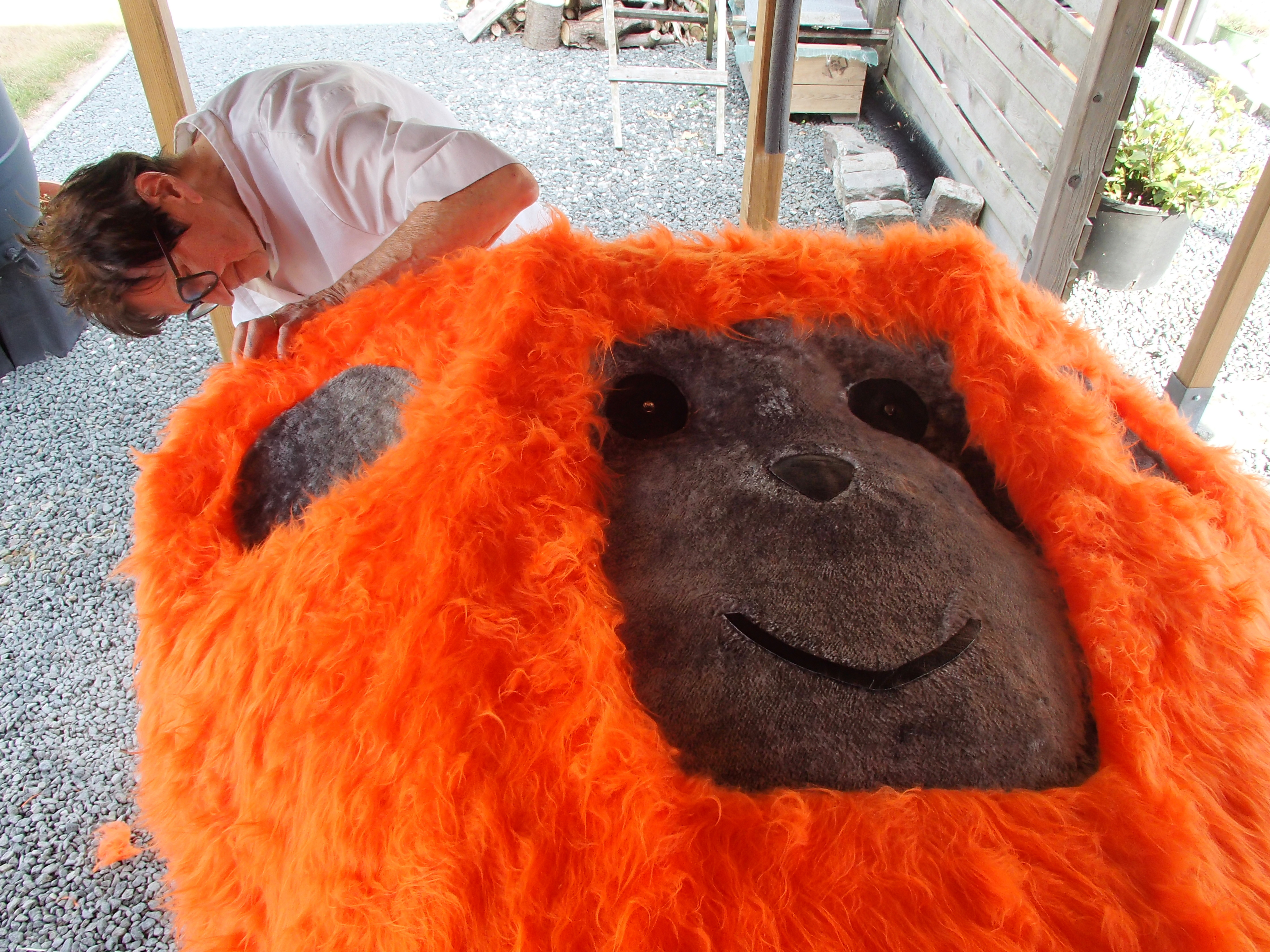
Vervaardiging van het hoofd van Mettekoe